# Plebejus nigropuncta
Plebejus nigropuncta är en fjärilsart som beskrevs av Sheldon 1914. Plebejus nigropuncta ingår i släktet Plebejus och familjen juvelvingar. Inga underarter finns listade i Catalogue of Life.